# Киселіца
Киселіца (словац. Kyselica) — село в окрузі Дунайська Стреда Трнавського краю Словаччини. Площа села 3,65 км². Станом на 31 грудня 2015 року в селі проживало 155 жителів.

## Історія
Перші згадки про село датуються 1205 роком.

## Населення
| Рік:            | 1994. | 2004.   | 2014.    | 2024. |
| --------------- | ----- | ------- | -------- | ----- |
| Кількість осіб: | 124   | 136     | 150      | 270   |
| Різниця:        |       | +9,67 % | +10,29 % | +80 % |

| Рік:            | 2023. | 2024.   |
| --------------- | ----- | ------- |
| Кількість осіб: | 254   | 270     |
| Різниця:        |       | +6,29 % |